# Концентрація уваги
Концентрація уваги — утримання інформації про який-небудь об'єкт у короткочасній пам'яті. Таке утримання передбачає виділення «об'єкта» як поняття із загального уявлення про світ.
Концентрація уваги є однією із властивостей уваги. Інші властивості уваги: стійкість, обсяг і перемикання. Порушення здатності до концентрації уваги носить назву «розсіяність».

## Класифікація
Увага може бути довільною, мимовільною і післядовільною:
- Довільна увага — свідомий процес, спрямований на зосередження на якомусь об'єкті, навіть за відсутності особистого інтересу, але необхідний з певних причин (професійна діяльність, навчання тощо).
- Мимовільна увага — несвідомий процес, викликається новими, яскравими або нестандартними об'єктами.
- Післядовільна увага — довільна, яка не вимагає спеціального зосередження завдяки особистому або професійному інтересу.

Відповідно, за видами уваги поділяють і концентрацію уваги на довільну, мимовільну і післядовільну.

## Сучасна наука
Сучасні психологи довгий час вважали, що концентрація уваги з часом полегшує сприйняття візуальних стимулів і підсилює їх контрастність. Цю думку спростував Семюель Лінг (англ. Samuel Ling) із Нью-Йоркського університету.